# Dârlos
Dârlos alte Schreibweise Dîrlos [ˈdɨrlos] (deutsch Durles, siebenbürgisch-sächsisch Durless, ungarisch Darlac) ist eine Gemeinde im Kreis Sibiu in der Region Siebenbürgen in Rumänien.

## Geographische Lage

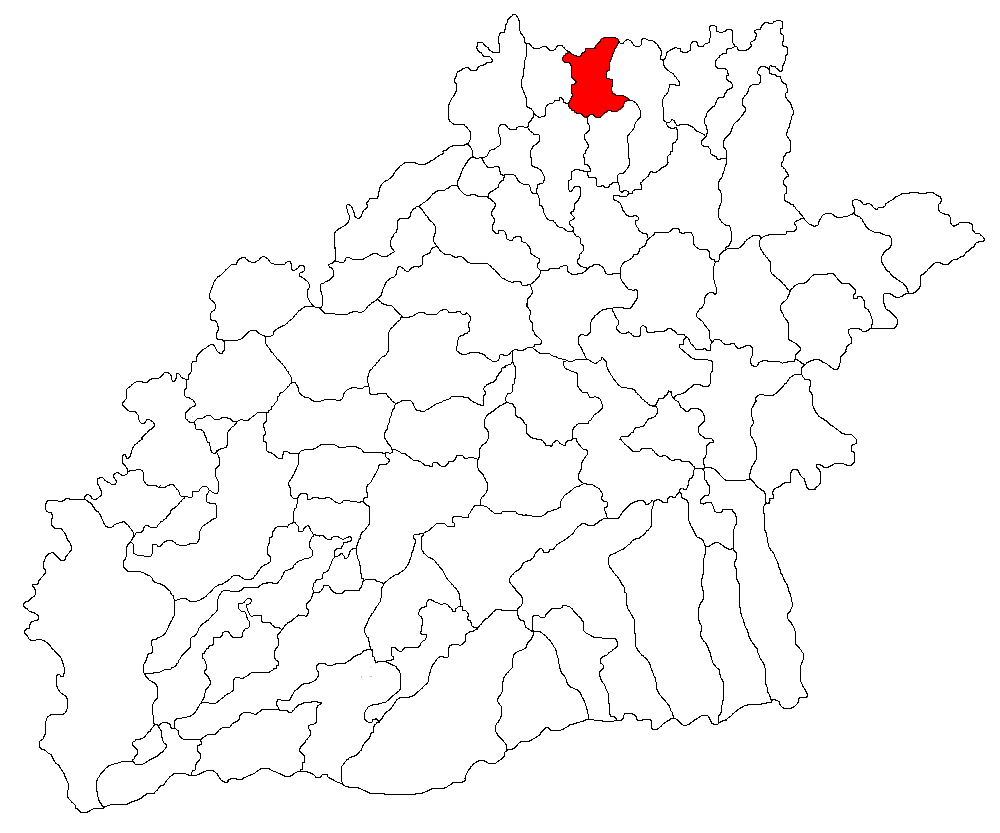
Lage der Gemeinde Dârlos im Kreis Sibiu

Die Gemeinde Dârlos liegt am rechten Ufer der Târnava Mare (Große Kokel) – ein Zufluss der Târnava (Kokel) – im äußersten Norden des Kreises Sibiu. An der Grenze zum Kreis Mureș, befindet sich der Ort Dârlos an der Kreisstraße (drum județean) DJ 142E  fünf Kilometer östlich von Mediaș (Mediasch) und etwa 65 Kilometer nordöstlich von der Kreishauptstadt Sibiu (Hermannstadt) entfernt.

## Geschichte
Unter der Bezeichnung Possesio Darlaz wurde die Siedlung 1317 erstmals urkundlich erwähnt. Bereits Mitte des 19. Jahrhunderts stellten die Rumänen in dem Ort die Bevölkerungsmehrheit.
Schon während der Zeit des Sozialismus, besonders aber nach der politischen Wende von 1989 in Rumänien wanderte der Großteil der deutschsprachigen Bevölkerung nach Deutschland aus, sodass sich 1992 nur noch 190 Personen aus der Gemeinde bei der Volkszählung als Deutsche bezeichneten, im Vergleich zu 1094 im Jahr 1977. 2011 wurden auf dem Gebiet der Gemeinde Dârlos 2.280 Menschen registriert. 2.060 davon waren Rumänen, 595 waren Roma, 55 waren Ungarn und 30 bezeichneten sich als Rumäniendeutsche.

## Bildung, Wirtschaft und Soziales
Die Gemeinde verfügt über zwei Kindergärten und zwei Grundschulen. Die Hauptbeschäftigung der Bewohner von Dârlos ist die Viehzucht und die Landwirtschaft.

## Verkehr
Die Gemeinde ist über die Nationalstraße DN14, die von Hermannstadt nach Sighișoara (Schäßburg) führt, erreichbar.

## Sehenswürdigkeiten
- Die evangelische Kirche in Durles, im 15. Jahrhundert errichtet, steht unter Denkmalschutz.[7]

## Persönlichkeiten
- Visarion Roman (1833–1885), Publizist und Politiker[8]
- Ilarie Chendi (1872–1913), Schriftsteller und Journalist[8]
- Ioan Moraru (1927–1989), Mediziner[8]
- Stefan Sienerth (* 1948), Literaturhistoriker